# Mohamed Bu Lahya
Fqih Mohamed Ben Ali el-Oukili conocido como Mohamed Bu Lahya (Ayt Touzin, 1857-Asfi,1941) fue un militar y político rifeño de la tribu bereber de los Ait Touzin, que ocupó el cargo de Ministro de Justicia del gobierno de la República del Rif.

## Biografía
Mohamed Bu Lahya fue un hombre de cierta educación, habiendo estudiado en Fez, y fue un propagandista muy eficiente, no solo del gobierno del Rif, sino también de la política de imposición de la sharía, función que compartía con el caíd al-Shargi. Dirigió expediciones a Guelaya en 1921 y luego a Gomara. Fue además un líder de guerra, llegando a continuar estando presente en batallas incluso después de su nombramiento como Ministro de Justicia.

### Toma de Nador
El 4 de agosto de 1921, tras la evacuación de Nador por parte del ejército español, algunos hombres de Ait Urriaguel y Buqquya llegaron a Nador. Las estimaciones de su número varían entre 200 y 600 hombres. Estos fueron dirigidos por Bu Lahya, a quien Abd el-Krim había designado su califato en Nador. Al día siguiente, se anunció en el mercado de la ciudad que Bu Lahya era el representante personal de Abd el-Krim y que debía ser obedecido.

### Ministro de Justicia
Mohamed Bu Lahya fue nombrado Ministro de Justicia de la República del Rif en 1923. El nombramiento de Bu Lahya fue una excepción, ya que casi todos los demás ministerios fueron ocupados por personas de Ait Urriaguel. Aun así, en el caso del Ministerio de Justicia, Abd el-Krim prefirió confiar en personas con un compromiso ideológico y religioso con la imposición de la sharía, en lugar de personas que se definían únicamente por su relación consigo mismo. 
Para llevar a cabo la política de imponer el orden, el Ministerio de Justicia estaba bastante bien  organizado. A la cabeza, en teoría, estaba Faqih Bu Lahya. Sin embargo, este participaba frecuentemente en operaciones militares de varios tipos y gran parte de la administración diaria recayó en el Faqih al-Shargi de Ait Touzine, y en Abdallah al-Timsamani. Estos tres hombres eran los principales ejecutores de la política de imponer la sharía. Es muy difícil distinguir entre cuál de ellos estaba a cargo del Ministerio en cada momento, aunque se cree que el cargo lo pudo asumir primero al-Shargi, luego al-Timsamani y finalmente Bu Lahya. Aun así, tanto al-Shargli como Bu Lahya estuvieron involucrados en asegurar el orden y en hacer que la sharía entrara en vigor al mismo tiempo.

### Fin de la guerra y exilio
Tras la rendición de Abd el-Krim, los franceses lo detuvieron en Targuist y lo exiliaron en Safí, en el protectorado frances de Marruecos. A pesar de su exilio, nunca renunció a sus principios ni cuestionó su período de participación en la guerra y en el gobierno del Rif. Permaneció en Safí hasta su muerte en 1941.